# Anourosorex squamipes
Anourosorex squamipes es una especie de musaraña de la familia Soricidae. En 2006, el Centro para el Control de Enfermedades, informaron de que esta especie puede llevar  una versión del hantavirus, que es genéticamente distinta de hantavirus de roedores y nuevas para la ciencia. Se encuentra en Bután, China, India, Birmania, Tailandia y Vietnam.